# Druppelkolibrie
De druppelkolibrie (Taphrospilus hypostictus) is een vogel uit de familie Trochilidae (kolibries).

## Verspreiding en leefgebied
Deze soort komt voor van Ecuador tot noordwestelijk Argentinië en zuidwestelijk Brazilië.